# Anolis vicarius
Anolis vicarius — вид ігуаноподібних ящірок родини анолісових (Dactyloidae). Ендемік Колумбії.

## Поширення і екологія
Anolis vicarius відомі з типової місцевості, розташованої в горах Західного хребта Колумбійських Анд в департаменті Антіокія. Вони живуть в гірських хмарних лісах, на висоті від 1300 до 1800 м над рівнем моря.